# Metanarthecium luteoviride
Espèce
Metanarthecium luteoviride est une espèce de plantes à fleurs de la famille des Nartheciaceae. Elle est originaires de l'est de l'Asie. C'est la seule espèce connue du genre Metanarthecium. On la trouve au Japon, en Corée et dans les îles Kouriles,,,,,.
Metanarthecium luteoviride est un un géophyte pérenne ou rhizomateux qui pousse principalement dans le biome tempéré.
Deux variétés sont acceptées:
- Metanarthecium luteoviride var. luteoviride -
- Metanarthecium luteoviride var. nutans Masam.

## Liste des variétés
Selon GBIF (6 novembre 2024) :
- Metanarthecium luteoviride var. luteoviride
- Metanarthecium luteoviride var. nutans Masam.

## Systématique
Le nom correct complet (avec auteur) de ce taxon est Metanarthecium luteoviride Maxim..
Metanarthecium luteoviride a pour synonyme :
- Aletris luteoviridis (Maxim.) Franch.